# Alejandro Lukini
Alejandro Lukini (Ciudad de México, México, 15 de marzo de 1967) es un actor de televisión y conductor mexicano. Se dio a conocer por su papel de Jeremy McGregor en la exitosa telenovela de TV Azteca Cuando seas mía. Además fue el conductor titular del reality show La isla de 2012 a 2017.

## Filmografía

### Telenovelas
- A corazón abierto (2011-2012) ... Dr. Mauricio Hernández
- Pasión morena (2009-2010) ... Ernesto Rodríguez
- Se busca un hombre (2007-2008) ... Daniel
- Belinda (2004) ... Osvaldo Marín
- Mirada de mujer, el regreso (2004) ...
- Un nuevo amor (2003) ... Daniel
- La duda (2002-2003) ... Humberto
- El país de las mujeres (2002) ... Ignacio
- Cuando seas mía (2001-2002) ... Jeremy McGregor

### Realitys Shows
- La Isla, Desafio en Turquía (2023) Conductor[2]
- MasterChef Celebrity (2023) Participante[3]
- La isla: El reality (2012-2017) Conductor (5 temporadas)[4][5]
- El Asesino (2005-2006) Conductor
- Bailando por un millón (2005) Participante

### Series y programas de televisión
- Cambio de vida (2007-2008) Varios personajes
- La niñera (2007) Gonzalo
- Chiflando y aplaudiendo (2006) Conductor
- Lo que la gente cuenta (2007) Patricio (Voces ocultas) temporada 3